# 奧爾杜

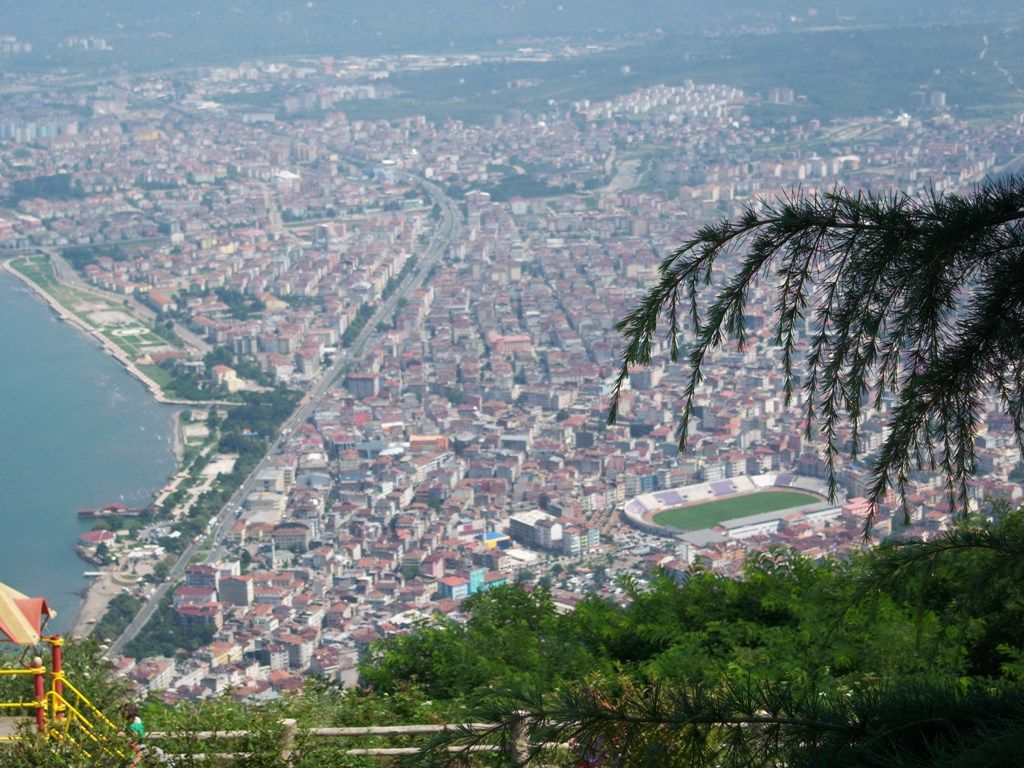

奧爾杜是土耳其的城市，也是奧爾杜省的首府，位於該國東北部，海拔高度4米，受副熱帶濕潤氣候影響，海拔高度5米，每年平均降雨量1,046毫米，2011年人口145,455。

## 外部連結
- Pictures of the city （页面存档备份，存于）
- Kotiora (Ordu) （页面存档备份，存于）